# Clayville, Rhode Island
Clayville är en census-designated place i Providence County i Rhode Island. Vid 2020 års folkräkning hade Clayville 312 invånare.